# ПАЕК
ПАЕК (ТОВ «СП «Південна Аграрно-Експортна Компанія») — українська група компаній, яка спеціалізується на вирощуванні і реалізації зернових, бобових і олійних культур. Свою діяльність розпочала в 2012 році. Земельний банк — понад 40 тисяч га. Елеваторні потужності — понад 260 тисяч тонн одночасного зберігання зернових і олійних культур.
Культури, які вирощують на полях групи компаній: соняшник, озима пшениця, озимий ячмінь, озимий ріпак, кукурудза, горох, овес, просо.

## Історія
У 2016 році в с. Костянтинівка Миколаївської області почалося будівництво елеваторного комплексу «Баловнянська виробнича база».
У 2017 році ГК ПАЕК відкрила в Миколаївській області елеваторний комплекс «Баловнянська виробнича база» потужністю 100 тисяч тонн одночасного зберігання зернових і олійних культур. На базі ТОВ "ДП «Південне», що входить до складу ПАЕК, запустили зрошення на 62 га.
У 2018 році ПАЕК придбала олієпресовий завод «Екотранс» («Кернел»). З серпня 49,9 % «Екотрансу» належить групі компаній ПАЕК, 50,1 % — групі компаній «Ерідон».
У 2019 році ПАЕК купує контрольні частки в компаніях «Ойлтранстермінал» і «Бузький елеватор».У серпні 50,1 % частку в статутному капіталі «Ойлтранстермінал» набуває компанія «Ерідон». На «Баловнянській виробничій базі» була впроваджена система менеджменту управління безпечністю харчових продуктів, заснованих на ХАССП. Власники групи компаній ПАЕК Юрій Кормишкін і Ростислав Данильченко приймають рішення розділити бізнес. Компанія «Роздолля», що входить до складу ПАЕК, придбала у власність елеватор «Агропросперіс Трейд» в Миколаївській області.
У 2020 році «Веселинівське ХПП», що належить до групи компаній ПАЕК, орендувало Жеребківську ділянку «Кононовського елеватора» компанії «Кернел» в Одеській області.
У січні 2021 року Юрій Кормишкін склав із себе повноваження генерального директора ПАЕК, залишившись бенефіціарним власником ПАЕК.
Посаду директора групи компаній зайняв Валентин Шаповалов.

## Проєкти

### Баловнянська виробнича база

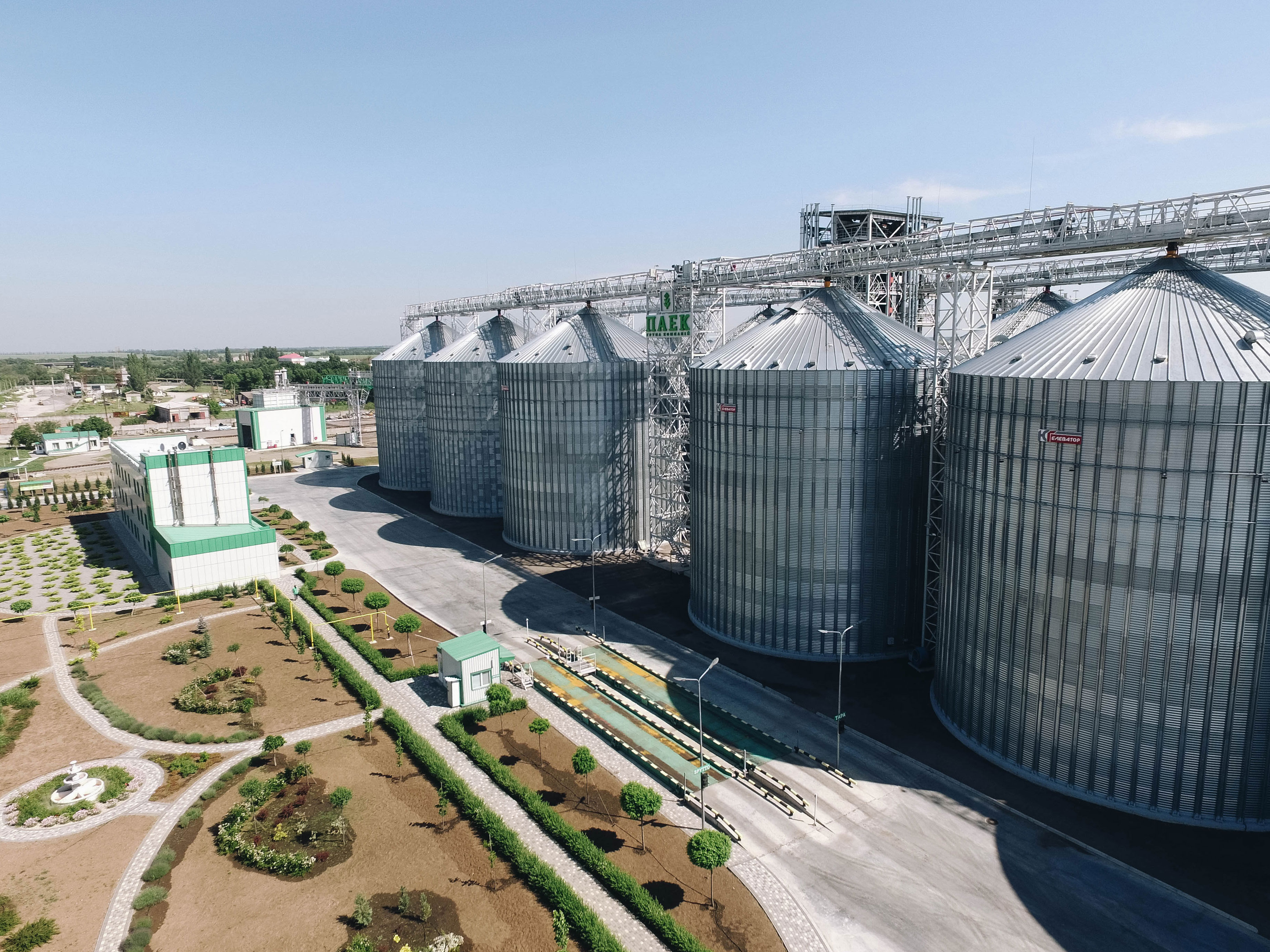
Баловнянська виробнича база

У червні 2017 року стартувала робота ТОВ «Баловнянська виробнича база» — елеваторного комплексу, продуктивністю 100 тисяч тонн одночасного зберігання зернових і олійних культур, який має можливість щодня приймати до 5 тисяч тонн зернових культур автомобільним транспортом.

Сума інвестицій в будівництво БВБ склала понад 400 мільйонів гривень.

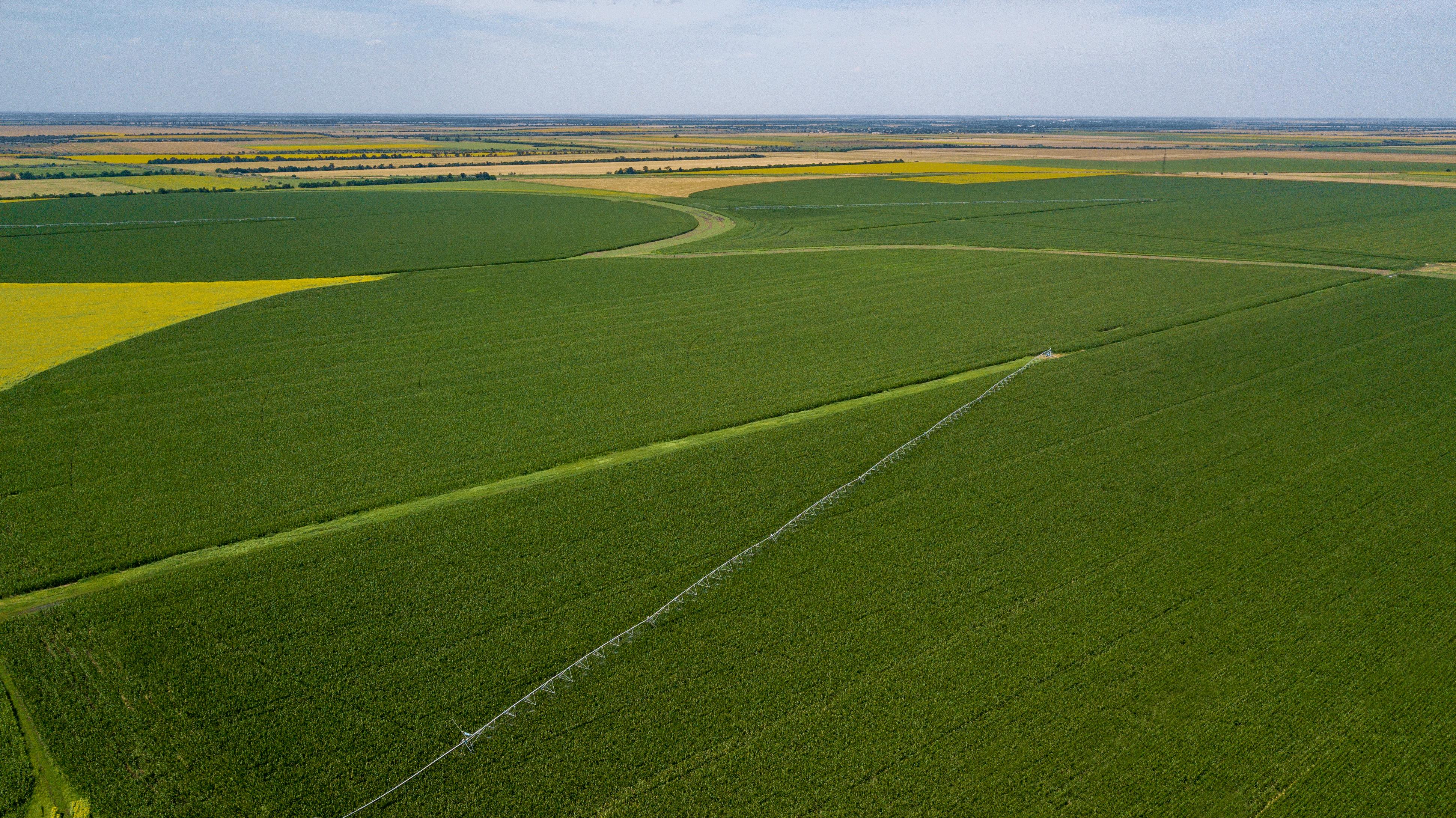
Зрошення у с.Киселівка, Миколаївська область

4 квітня 2022 року під час великої московитської навали російські загарбники крилатою ракетою Х-59 завдали удару по елеватору компанії ТОВ «Баловнянська виробнича база» (ТОВ «Костянтинівський елеватор», група компаній ПАЕК), почалась пожежа на площі 1600 м², яку вдалось загасити.

### Зрошення
У 2017 році на базі дослідного підприємства «Південне», що входить до складу групи компаній ПАЕК, стартував проект зрошення. 
У 2021 році було запущено в роботу п'ять дощувальних машин марки Valley, за допомогою яких під зрошенням знаходиться 380 га.
На зрошуваних полях вирощують кукурудзу, соняшник, кавуни.

## Інші інвестиційні проєкти

### Риболовля
ТОВ «Миколаївське сільськогосподарсько-рибоводне підприємство» знаходиться в мікрорайоні Матвіївка (м. Миколаїв). На території розташовано п'ять водойм. Видовий склад: короп, білий амур, сом, товстолобик, карась.

### Курортний комплекс «Прибій»
ТОВ "Курортний комплекс «Прибій» — база відпочинку в Залізному порту, Херсонській області. Це інвестиційний проєкт групи компаній ПАЕК, який спрямований на розвиток туристичної галузі України.

## Нагороди
У грудні 2017 року ТОВ «Баловнянська виробнича база» була визнана переможцем в номінації «Лідер по використанню сучасних виробничих технологій» серед роботодавців Миколаївської області на обласному Форумі роботодавців «Грані співробітництва в контексті новітніх змін».
У грудні 2019 року підприємства «Баловнянская виробнича база» і «Єланецький», що входять до складу ПАЕК, отримали нагороди в номінації «Кращий діловий партнер по забезпеченню зайнятості населення» на Форумі роботодавців «Грані співробітництва в контексті новітніх змін».

## Соціальний внесок
Група компаній ПАЕК співпрацює з Миколаївським національним аграрним університетом, щорічно приймаючи студентів вишів на виробничу практику.